# 中华民国工党
中华民国工党是中华民国大陆时期的一个政党，主张实业救国。1912年1月21日，在上海成立。1913年5月28日，该党领袖孙企文试图发动军队革命，被袁世凯镇压，中华民国工党解散。1916年9月，韩恢在上海恢复组织，并改名为中华工党，1917年下半年在北洋政府干涉下解散。
该党主张工人与资本家合作，对工人的一些经济斗争表示支持。工党的成员成份很复杂，除工人外，还有资本家和资产阶级政客加入。